# Легран, Борис Васильевич
Бори́с Васи́льевич Легра́н (1884—1936) — советский дипломат, партийный деятель. Директор Государственного Эрмитажа в 1930—1934 годах.

## Биография
Борис Васильевич Легран родился в 1884 году в семье служащего. Учился в первой мужской гимназии в Тифлисе. Был руководителем местных студенческих кружков. Среди друзей Бориса и его брата Георгия был будущий поэт Николай Гумилёв, который в 1900—1903 годах жил в Тифлисе и учился в этой же гимназии. Борис Легран, поклонник Ницше и Шопенгауэра, увлекавшийся политикой, давал читать своему другу «Капитал» Карла Маркса. Однако приобщить Гумилёва к политике не удалось: она была и осталась чужда ему.
Супруга Бориса — Ольга Владимировна Легран-Шифферс, член ВКП(б) с 1919 года.
В 1901 году Борис Легран стал членом РСДРП. В 1915 году окончил школу прапорщиков. Участник Первой мировой войны, штабс-капитан.
Участник Октябрьского вооружённого восстания в Петрограде. С 27 ноября (6 декабря) 1917 года был товарищем (заместителем) наркома по военным делам по общему управлению военным министерством РСФСР. С января 1918 года комиссар Петроградского окружного суда и судебной палаты.
В начале 1918 года Легран — член коллегии по руководству бывшим военным министерством; член СНК РСФСР. В 1918 году — заместитель наркома военно-морских дел РСФСР.
В ноябре — декабре 1918 года Легран — член РВС Южного фронта. С 18 декабря 1918 года по 3 мая 1919 года — член РВС 10-й армии, был одним из руководителей обороны Царицына. В мае 1919 года — феврале 1920 года — председатель Революционного Военного Трибунала при Революционном Военном Совете Республики (назначен 30 апреля 1919 года приказом Революционного Военного Совета Республики № 900).
С февраля 1920 года Легран работает в Наркомате по иностранным делам РСФСР. С июня 1920 года (прибыл в июле) — полпред РСФСР в Республике Армении. Участвовал в заключении мирного договора между РСФСР и Арменией. 10 августа 1920 года представители Советской России и Республики Армения Борис Легран и Аршак Джамалян подписали соглашение о занятии Красной Армией спорных областей — Зангезура, Карабаха и Нахичевана.
С конца ноября 1920 года — полпред РСФСР в ССР Армении. С марта 1921 года — одновременно полпред РСФСР в Азербайджанской ССР и ССР Грузии.
Будучи послом РСФСР в Грузии, Легран опекал и подкармливал друга Николая Гумилёва — поэта Осипа Мандельштама в бытность его пребывания в Тифлисе. Борис Васильевич взял Мандельштама на службу, на которой тому полагалось делать вырезки из газет. Здесь же Легран в сентябре 1921 года сообщил Мандельштаму о том, что 25 августа Гумилёва расстреляли.
С августа 1922 года Легран — член Среднеазиатского бюро ЦК ВКП(б). Был заместителем председателя Среднеазиатского бюро ЦК ВКП(б) (октябрь 1922 года). В ноябре 1922 года — представитель НКИД РСФСР в Туркестанской АССР.
В сентябре 1926 года Борис Легран назначен генконсулом СССР в Харбине. 19 октября 1927 года Секретариат ЦКК ВКП(б) объявил ему «строгий выговор с предупреждением» за «дискредитирующие партию и советскую власть поступки при исполнении ответственных обязанностей генконсула в Харбине» и запретил занимать ответственные партийные и советские посты в течение двух лет. В 1928 году ЦК ВКП(б) отклонил назначение Леграна ректором Академии художеств в Ленинграде.
Затем Борис Легран был на партийной и советской работе на Дальнем Востоке.

### Директор Эрмитажа
В 1930—1934 годах Легран был директором Государственного Эрмитажа.
Неоднозначна деятельность Леграна в связи с продажей некоторых экспонатов Эрмитажа за границу для получения дополнительных средств для проведения индустриализации. К сожалению, ему не удалось воспрепятствовать продаже выдающихся полотен, среди которых «Венера перед зеркалом» Тициана, «Святой Георгий» и «Мадонна Альба» Рафаэля, «Пир Клеопатры» Тьеполо, произведения Перуджино, Боттичелли, братьев Ван Эйк, работы Рембрандта, Рубенса, Веласкеса, Ватто, Шардена.
21 января 1932 года «Антиквариат» (структура, специально созданная для «экспортного» отбора предметов искусства из советских музеев для зарубежных аукционов) в письме на имя Леграна сетовал, что Эрмитажу «надлежало выделить для „Антиквариата“ 40-50 голландцев (ценою от 100 марок и выше)», но «прошло два месяца, а отбор все ещё не произведен», и просил директора Эрмитажа «вмешаться в это дело и распорядиться о срочном отборе для нас картин».
«Антиквариат» интересовали не только картины, но и мебель, серебро. 23 февраля 1932 года Легран извещает «Антиквариат», что Эрмитаж «не может выдать 22 предмета по списку № 11, так как они находятся в экспозиции или входят в план ближайших экспозиций (это все мебель). Эрмитаж может выдать эквивалентные вещи на ту же сумму по списку № 13». В письме от 3 марта 1932 года Легран отвечает «Антиквариату»: «Лондонское серебро очень редко вообще, а многие из упомянутых в списке предметов являются к тому же вещами первоклассными и для экспозиции совершенно необходимыми, ввиду чего, конечно, выданы быть не могут».
Легран не мог открыто противостоять распродажам, однако решился предложить своему заместителю Иосифу Орбели написать письмо Сталину с просьбой о защите музейных сокровищ. Письмо было отослано адресату через старого друга Леграна Авеля Енукидзе, бывшего тогда в фаворе у Сталина.
5 ноября 1932 года Сталин ответил Орбели: «Письмо Ваше от 25/Х получил. Проверка показала, что заявки Антиквариата не обоснованы. В связи с этим соответствующая инстанция обязала Наркомвнешторг и его экспортные органы не трогать Сектор Востока Эрмитажа. Думаю, что можно считать вопрос исчерпанным».
В качестве директора Эрмитажа Легран неуступно следовал принципам революционного искусства, стремясь представить роскошные произведения искусства былых эпох в качестве доказательства эксплуатации народа царским режимом. В угоду «политической реконструкции» музея перестраивалась и издательская деятельность. На основе так называемой марксистско-ленинской методологии Легран в 1934 году издал книгу «Социалистическая реконструкция Эрмитажа».
21 января 1934 года Легран пишет Сталину:
В настоящее время, однако, мною получены сведения о новых операциях, подготовляемых НКВТ, объектом которых по-прежнему являются лучшие произведения искусства из Эрмитажа (приложение №1). По-видимому, руководство НКВТ считает, что постановление ПБ не вносит ничего существенно нового в установившуюся практику и продолжает работу в прежнем направлении. Вместо того, чтобы извлечь из постановления ПБ директиву, обязывающую органы НКВТ взамен выпадающих из экспорта эрмитажных ценностей - выявить и подготовить новые объекты экспорта, - НКВТ, рассматривая по-прежнему Эрмитаж как свой валютный резерв, подыскивает заблаговременно покупателей по своему прейскуранту - эрмитажному каталогу Вайнера, чтобы в определенный момент поставить перед фактом и добиться санкции на продажу.
В 1934 году Леграна на посту директора Эрмитажа сменил его заместитель Иосиф Орбели. А Борис Васильевич дальше (до 1935 года) работал заместителем директора Всесоюзной Академии Художеств.
Борис Васильевич Легран умер в феврале 1936 года в Ленинграде. Погребён на Коммунистической площадке (Казачье кладбище) Александро-Невской Лавры.